# Macaranga cuneifolia
Macaranga cuneifolia är en törelväxtart som först beskrevs av Heinrich Gustav Reichenbach och Heinrich Zollinger, och fick sitt nu gällande namn av Johannes Müller Argoviensis. Macaranga cuneifolia ingår i släktet Macaranga och familjen törelväxter. Inga underarter finns listade i Catalogue of Life.